# تام ایول
تام ایول (انگلیسی: Tom Ewell؛ ۲۹ آوریل ۱۹۰۹ – ۱۲ سپتامبر ۱۹۹۴) یک هنرپیشه اهل ایالات متحده آمریکا بود. وی بین سال‌های ۱۹۲۸ تا ۱۹۸۶ میلادی فعالیت می‌کرد.

## فیلم‌شناسی
از فیلم‌ها یا برنامه‌های تلویزیونی که وی در آن نقش داشته‌است می‌توان به خارش هفت‌ساله، دنده آدام و باره‌تا اشاره کرد.